# Classis Syriaca
La Classis Syriaca,[1] era una flota provincialis, establecida permanentemente por Tiberio o Vespasiano. Tenía la tarea de vigilar el Mediterráneo nororiental a lo largo de las costas de Siria, Judea y el sur de Asia Menor, así como de proporcionar apoyo logístico a posibles expediciones militares contra los  partos vecinos, transfiriendo también barcos a lo largo del río Éufrates.